# Betzweiler-Wälde

Das ehemalige Gemeindewappen

Betzweiler-Wälde war eine Gemeinde im baden-württembergischen Landkreis Freudenstadt, die von 1971 bis 2006 existierte. Sie entstand am 1. Januar 1971 durch den Zusammenschluss der bis dahin selbständigen Gemeinden Betzweiler und Wälde und hatte am 30. Juni 2006 1417 Einwohner. Mit Wirkung vom 1. Januar 2007 wurde sie in die Gemeinde Loßburg eingegliedert.

## Geographie

### Geographische Lage
Die Gemeinde war ein staatlich anerkannter Erholungsort und lag in 536 bis 700 Meter Höhe im Heimbachtal im Mittleren Schwarzwald.
Mitten zwischen den Ortsteilen befindet sich das Naturschutzgebiet „Heimbachaue“. Zahlreiche vom Aussterben bedrohte Pflanzen und Tiere haben hier einen Schutz und Lebensraum gefunden.
Angrenzend an dieses Naturschutzgebiet liegt die „Historische Heimbachmühle“, ein stattliches Fachwerkhaus, welches als Mühle eine wichtige Bedeutung hatte. Die „Untere Mühle“, so wird die „Historische Heimbachmühle“ aus Gewohnheit noch heute öfters genannt, wurde erstmals um das Jahr 1250 schriftlich erwähnt. Im Jahr 1978 erwarb Klaus Körber die Mühle und renovierte das Gebäude vollständig. Seitdem dient die Heimbachmühle als Hotelgasthof.

### Gemeindegliederung
Das ehemalige Gemeindegebiet bestand aus den Ortsteilen Betzweiler und Wälde.
Die Gemeinde verhandelte seit 2005 über die Eingliederung in die Nachbargemeinde Loßburg. Nachdem die Gemeinderäte beider Kommunen sich für die Fusion aussprachen, haben die Bürger in Betzweiler-Wälde bei einem Bürgerentscheid am 26. März 2006 mit 65,5 % der abgegebenen Stimmen, das sind 52,76 % der Stimmberechtigten, für die Eingliederung in den Nachbarort Loßburg votiert. Die Eingliederung wurde zum 1. Januar 2007 umgesetzt.

## Kirchen

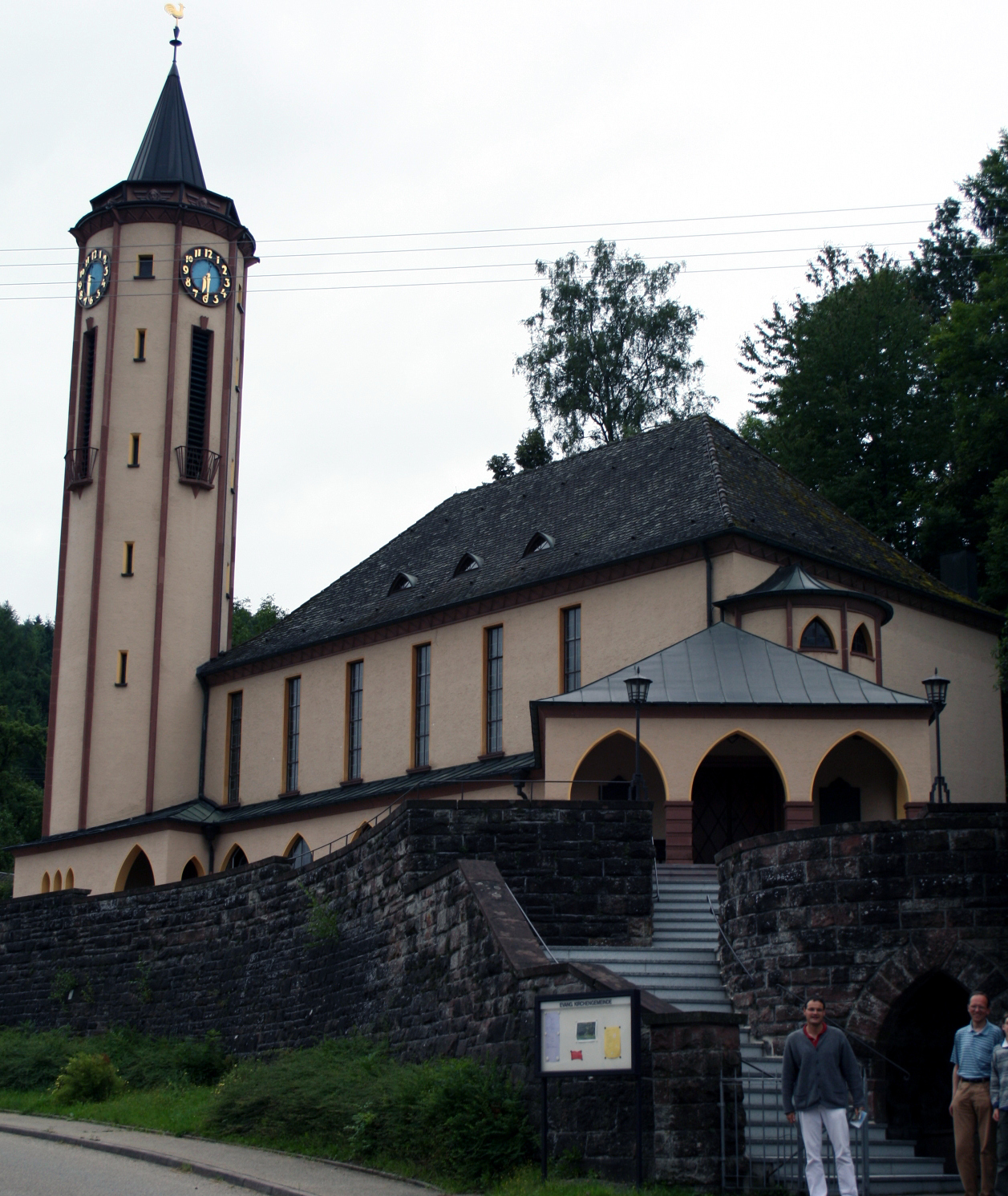
Die Pfarrkirche von Betzweiler

Im Ortsteil Betzweiler befindet sich eine der wenigen expressionistischen Kirchenbauten Deutschlands und neben der Taborkirche von Albert Otto Linder in Freudenstadt (1930/31) der einzige expressionistische Sakralbau im Landkreis Freudenstadt. Die evangelische Pfarrkirche ist ein Kulturdenkmal und wurde mit einem Festakt am 23. Oktober 1927 eingeweiht. Aufgrund der Hanglage ist die übliche Ostung des Kirchenschiffes (Ex oriente lux) gegen die Ausrichtung in Nord-Süd-Richtung verschoben. Die Architekten der Kirche (W. Klatte und R. Weigle aus Stuttgart-Degerloch) bauten zeitgleich ein "Schwestermodell" in Gerhausen (Dekanat Blaubeuren).
Aus dem 15. Jahrhundert stammt die dem Heiligen Georg geweihte Kapelle, das heutige "Alte Kirchle". Kirchlich gehörte Betzweiler im Mittelalter zum Kloster Alpirsbach und wurde als Filial von Dornhan aus mitbetreut. Das kann man heute noch aus dem alten Flurnamen Kilchberg (= Kirchberg) ersehen. Über diesen Kilchberg gingen die Betzweiler in dieser Zeit nach Dornhan zur Kirche.

## Auszeichnungen
Die Gemeinde erhielt den Landes-Natur-Preis für den einzigartigen Lehrbienenstand in Betzweiler.